# Pseudomiza lyciscaria
Pseudomiza lyciscaria là một loài bướm đêm trong họ Geometridae.